# 세인트 존스톤 FC

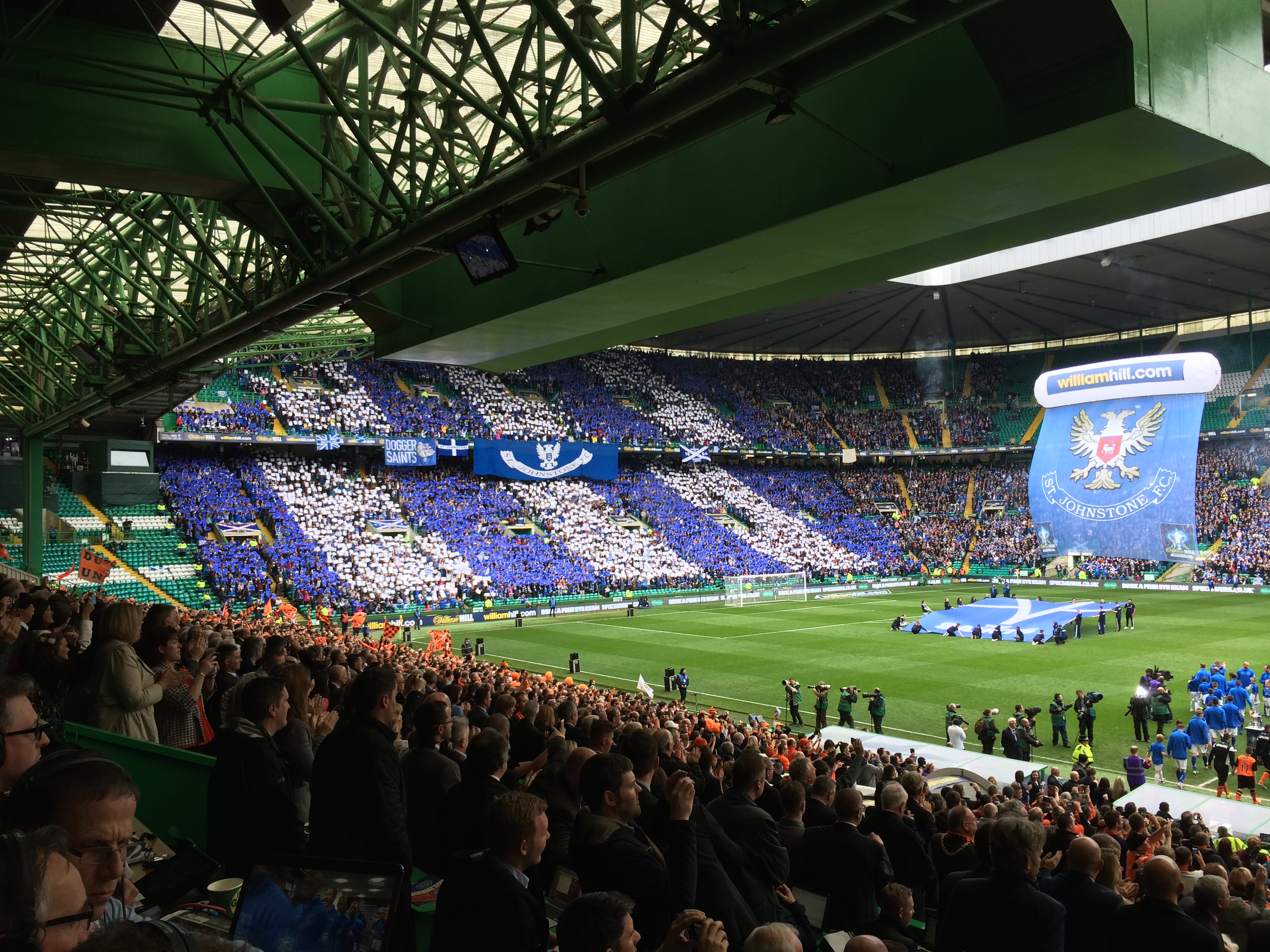

세인트 존스톤 FC(St. Johnstone Football Club)는 스코틀랜드 퍼스를 연고로 하는 축구 클럽으로, 1884년에 창단했다.
이 팀은 2008-09 스코틀랜드 프리미어 디비전 시즌에서 우승을 차지했으며 2009-10 시즌부터 스코틀랜드 프리미어리그에서 활동하고 있다.

## 역대 성적
- 스코티시 컵: 우승 1회 (2013–14)
- 스코틀랜드 풋볼 리그 1부: 우승 7회 (1923–24, 1959–60, 1962–63, 1982–83, 1989–90, 1996–97, 2008–09)
- 스코틀랜드 챌린지 컵: 우승 1회 (2007–08)

## 선수 명단

### 현역
참고: FIFA 자격 규정에 따라 소속된 국가대표팀 국기를 표시합니다. 선수는 복수의 FIFA 비회원국 국적을 가지고 있을 수 있습니다.
| 번호 | 포지션 | 국적     | 이름               |
| ---- | ------ | -------- | ------------------ |
| 1    | GK     | 잉글랜드 | 앤디 피셔          |
| 5    | DF     | 잉글랜드 | 잭 미첼            |
| 21   | DF     | 가이아나 | 스티븐 듀크-매케나 |

| 번호 | 포지션 | 국적     | 이름      |
| ---- | ------ | -------- | --------- |
| 37   | DF     | 아일랜드 | 샘 커티스 |

## 역대 감독
| 감독      | 임기        |
| --------- | ----------- |
| 오언 코일 | 2005 ~ 2007 |